# Stazione di Campobasso
La stazione di Campobasso è la stazione ferroviaria principale a servizio della città di Campobasso, capolinea delle linee per Benevento, Isernia e Termoli.

## Storia
La stazione fu inaugurata insieme alla linea per Benevento il 21 settembre 1883. Un mese dopo venne inaugurata la linea per Termoli, mentre nel 1894 venne aperta quella per Isernia e già nei primi anni del Novecento era presente un treno diretto per Roma.
Dagli anni 1930 le locomotive a vapore, fino ad allora predominanti sulle strade ferrate molisane, iniziarono ad essere soppiantate dalle automotrici, riducendo i tempi di percorrenza per l'allora intenso traffico sia viaggiatori che merci. Il secondo conflitto mondiale non danneggiò significativamente l'area, mentre colpì duramente la linea per Isernia e Vairano, riaperta del tutto solo nel 1953.
Dagli anni 1980 i servizi iniziarono ad essere progressivamente ridimensionati, fino alla soppressione dello scalo merci alla fine degli anni 1990 (diventato nel 2010 un parcheggio per auto).
Il 1º gennaio 1994 il deposito locomotive annesso alla stazione venne declassato a rimessa.

## Strutture e impianti

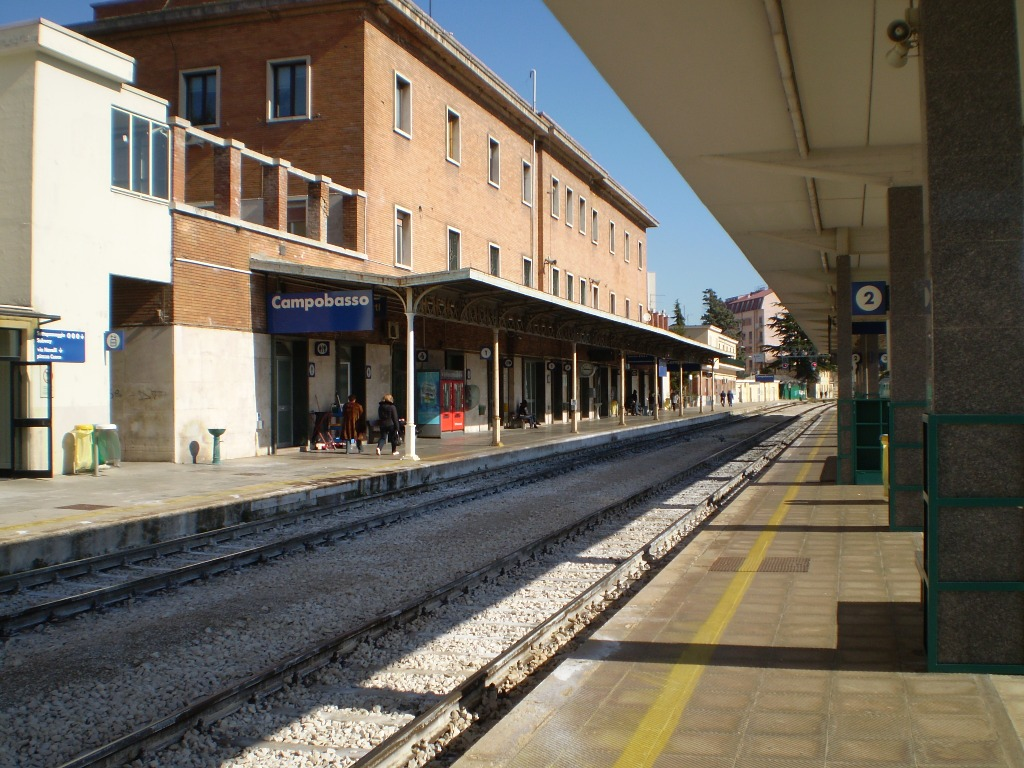
Banchina del binario 2

La stazione dispone di un fabbricato viaggiatori, disposto su più livelli, che ospita la biglietteria, la sala d'attesa, un'edicola, un ristorante e la sede della Polfer. La stazione è presenziata, ed è quindi presente un locale per la dirigenza del movimento.
All'interno si contano 3 binari passanti per il servizio passeggeri: i binari sono serviti da 2 banchine e uniti tra loro tramite un sottopassaggio che collega piazza Vincenzo Cuoco con via dei Novelli, costituendo quindi uno snodo di comunicazione anche col vicino Terminal Bus di piazza Padre Pio da Pietrelcina.
Altri binari sia passanti sia tronchi sono a servizio dell'ex scalo merci e della rimessa, entrambi dotati di fabbricati indipendenti.

## Movimento
In passato, la stazione aveva grande importanza per il traffico sia viaggiatori che merci. Negli anni 1930 erano presenti 7-8 collegamenti giornalieri, sia verso Termoli che verso Benevento e verso Vairano. Negli anni 1960 le relazioni furono intensificate, ad esempio era presente la "Freccia del Molise" che garantiva un collegamento rapido con Napoli tramite la linea per Benevento e la ferrovia della Valle Caudina.
Dagli anni 1980 diminuì il traffico merci, fino alla soppressione dello scalo a fine anni 1990.
Dal 2004, e per il resto degli anni 2000, vennero realizzati treni storici con un convoglio composto da 4 carrozze Corbellini denominato "Il treno del Parco Letterario Francesco Jovine". Nel 2012, la stazione aveva in orario 60 treni al giorno, tutti regionali o regionali veloci, con destinazioni Napoli Centrale, Isernia, Roma Termini, Termoli, Pescara, Benevento e Cassino.
Attualmente, la maggior parte dei viaggiatori si sposta sulla direttrice Campobasso-Isernia-Venafro, attualmente sospesa per lavori di elettrificazione e sostituita da autoservizi sostitutivi.
Sulla ferrovia Benevento-Campobasso vengono effettuati solamente treni turistici a cura di Fondazione FS, mentre le corse ordinarie sono esclusivamente effettuate con i servizi sostitutivi in autobus.
Da domenica 9 agosto 2020 è ripreso il servizio ordinario, seppur parziale, dopo la sospensione per quasi quattro anni, della relazione Campobasso-Termoli.
Al 2024, la stazione risulta servita da circa 40 autobus sostitutivi, con destinazioni Cassino, Isernia, Termoli, Benevento, Venafro, Roccaravindola, Roma Tiburtina, Morcone e Vairano-Caianello.

## Servizi
La stazione dispone di:
- Biglietteria a sportello
- Biglietteria automatica
- Sala d'attesa
- Servizi igienici
- Bar

## Interscambi
- Fermata autobus[1][4]
- Taxi